# The Journal of Slavic Military Studies
Journal of Slavic Military Studies（スラブ軍事研究雑誌）は季刊の査読付き学術誌で、中東欧スラブ諸国の歴史や地政学を含む軍事問題に関する論文や書評を掲載している。
発行元はRoutledgeで、編集長はマルティン・ラック（Martijn Lak）。

## 歴史
1988年にデイヴィッド・グランツによって『The Journal of Soviet Military Studies』（ソビエト軍事研究ジャーナル）として創刊され、1993年に現在のタイトルとなった。創刊から2017年末まではデイヴィッド・グランツが編集長を務め、2018年1月から2019年3月まではアレクサンダー・ヒルが短期間編集を担当した。
2014年現在、SCImago Journal Rankの歴史カテゴリの学術誌の第1四分位内にランクされている。

## 抽象化と索引付け
このジャーナルは以下の雑誌に抄録され、索引付けされている：
- American Bibliography of Slavic and Eastern European Studies
- America: History & Life
- CSA Worldwide Political Science Abstracts
- EBSCOhost
- International Bibliography of the Social Sciences
- International Political Science Abstracts
- Lancaster Index to Defence & International Security Literature[4]
- ProQuest databases
- Scopus[5]